# 萊斯大學
威廉·马什·莱斯大学（英語：William Marsh Rice University），通称莱斯大学（英語：Rice University），于1912年开办，是座落于美国德克萨斯州休斯顿市的一所私立的研究型综合性大学，美国大学协会成员。
莱斯大学是美国入學難度最高、收生分數最高、錄取率最低的大學之一。於2024年，莱斯大学的入學取錄率只有7.9%，當中至少25%學生ACT的分數達到滿分36分。该校有着优秀的应用科学、工程学和電腦科學研究生项目，在材料科学、纳米科学、人工心脏研究、以及太空科學、能源经济等领域占有世界领先的地位。

## 历史
开办之初名为威廉·马什·莱斯文学、科学与艺术发展学院（William M. Rice Institute for the Advancement of Literature, Science and Art），为纪念威廉·马什·莱斯，1960年更为现名。

## 学术
莱斯大学是发现碳60（C60，「富勒烯”或称「足球碳」）的地方，学校的理察·斯莫利（Richard Smalley）和羅伯特·柯爾（Robert Curl）教授并因此获得了1996年度诺贝尔化学奖。这个发现很大程度上被认为是现代纳米科学兴起的起源，之后莱斯大学在C60衍伸出来的纳米材料，例如碳纳米管和石墨烯等方面的科学和应用研究继续引领着世界的潮流。

## 图片

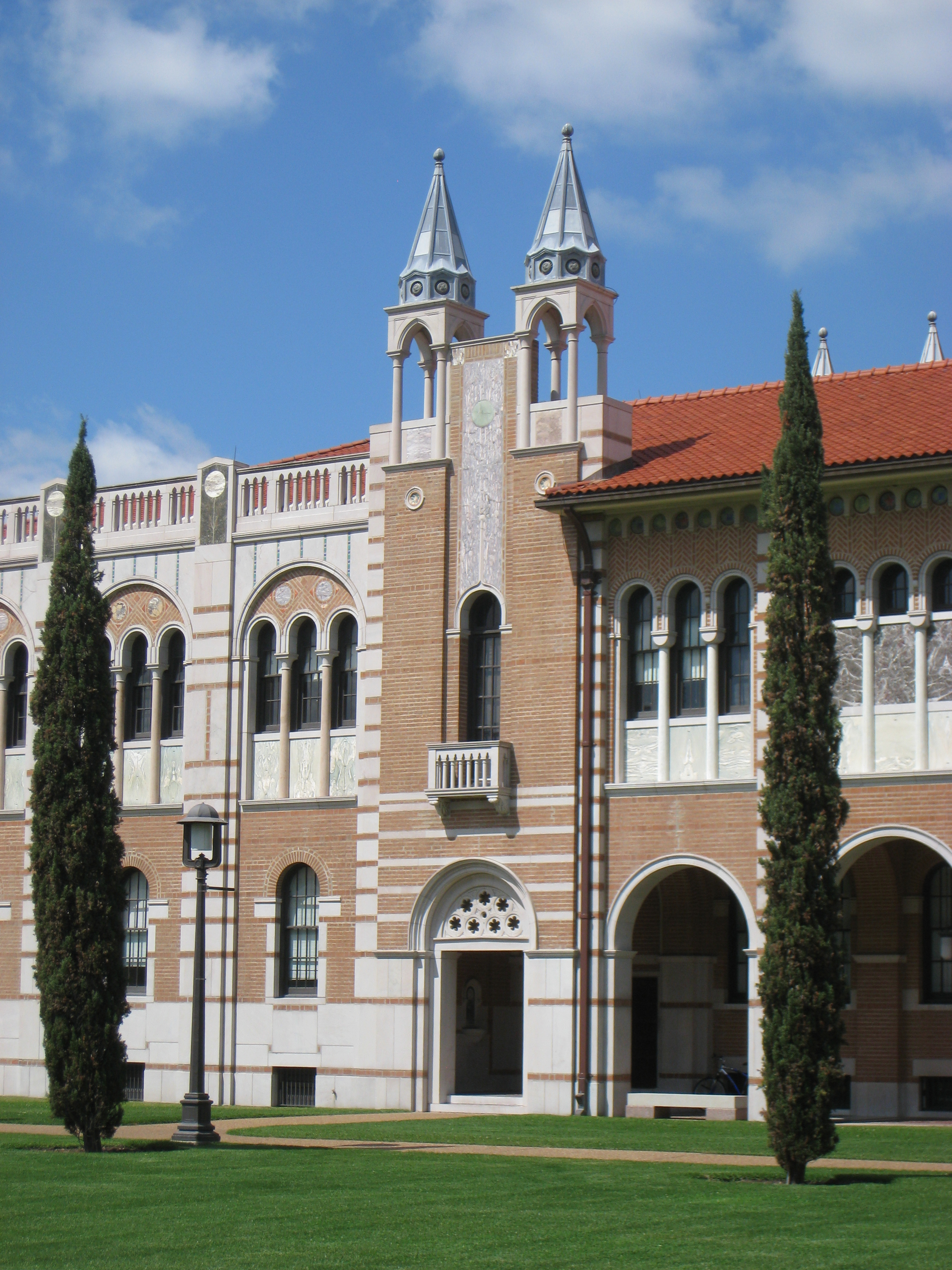
Herzstein Hall
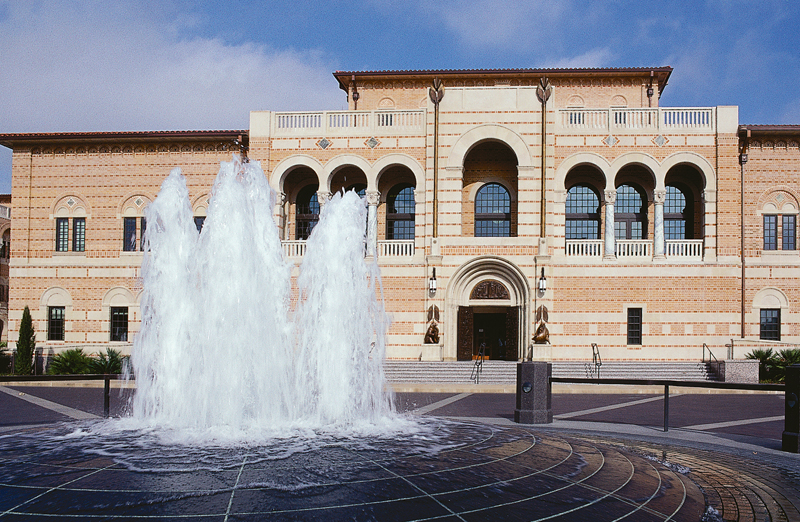
McNair Hall
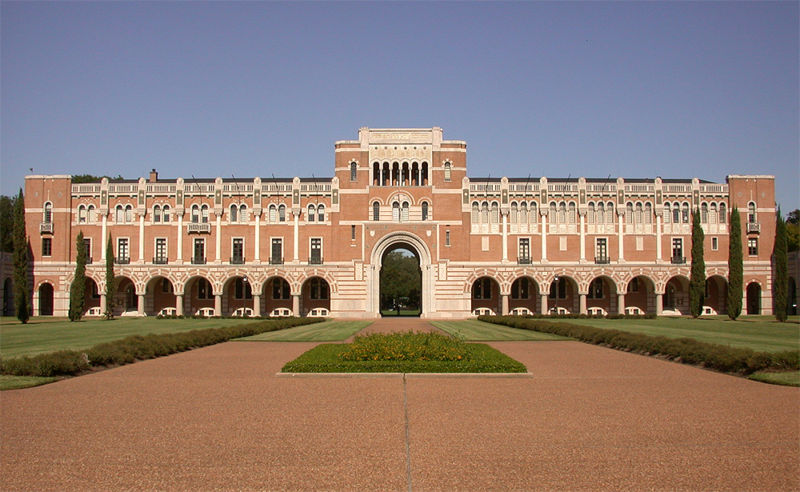
Lovett Hall，该校的首座建筑
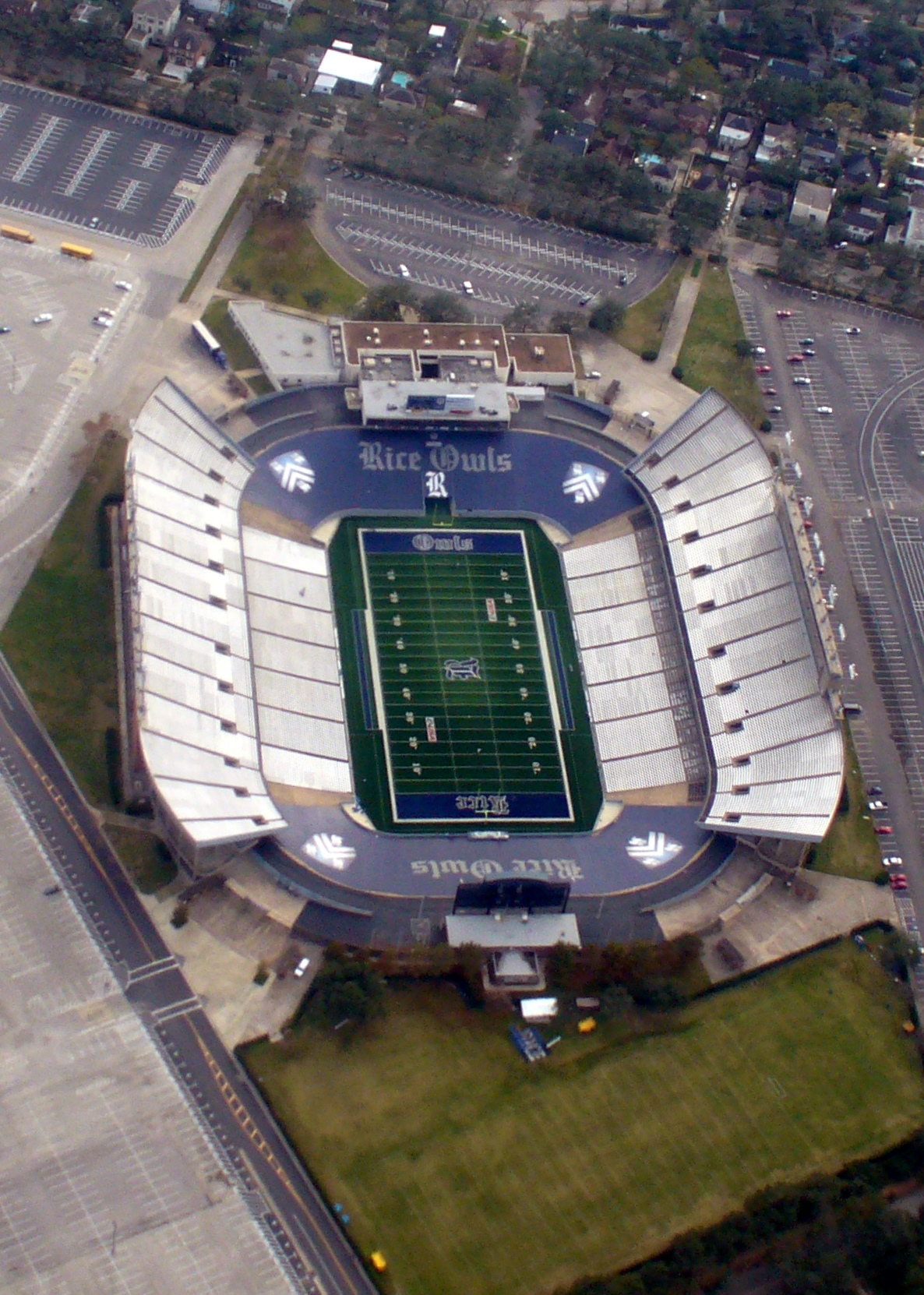
体育场

## 排名
莱斯大学在去年权威的《美國新聞與世界報導》全美综合大学排名上取得全國第15位。近年，莱斯大学的入學取錄率只有約10%，獲取錄學生的ACT同SAT分數亦與8所常春藤大學不相伯仲。此外在《普林斯顿评论》2007年大学排名中，莱斯在“最佳生活品質”中排名第一，“最佳本科整体学术体验”中排名第三，同时位列前20所“学生从不停歇学习”的大学，同刊中将莱斯列为全国“众多比赛/课堂互动”的大学中位列第一。在2008年版《普林斯顿评论》中，莱斯大学在“最佳价值”私立大学中位列第一。
| 綜合排名              | 綜合排名 |
| 全球名次              | 全球名次 |
| --------------------- | -------- |
| 《ARWU》主排名        | 101–150  |
| 《QS》主排名          | 141      |
| 《泰晤士》主排名      | 119      |
| 《美國新聞》全球版    | 223      |
| 全国名次              |          |
| 《華爾街》/《泰晤士》 | 29       |
| 《福布斯》            | 9        |
| 《美國新聞》本地版    | 17       |
| 《華盛頓月刊》        | 95       |

| Biological Sciences | 39 |
| Business            | 25 |
| Chemistry           | 32 |
| Computer Science    | 20 |
| Earth Sciences      | 24 |
| Economics           | 42 |
| Engineering         | 33 |
| English             | 35 |
| History             | 34 |
| Mathematics         | 26 |
| Physics             | 28 |
| Political Science   | 33 |
| Psychology          | 50 |
| Statistics          | 43 |

| Arts & Humanities               | 194 |
| Biology & Biochemistry          | 222 |
| Chemistry                       | 119 |
| Clinical Medicine               | 684 |
| Engineering                     | 224 |
| Environment/Ecology             | 248 |
| Geosciences                     | 163 |
| Materials Science               | 14  |
| Mathematics                     | 87  |
| Molecular Biology & Genetics    | 333 |
| Physics                         | 82  |
| Social Sciences & Public Health | 386 |